# نوبل (أمازيغ)
كان نوبل ملكا على شعب قبائل الحلف الخماسي ينحدر من قبيلة جوباليني (قبيلة نشأت بالقرب من منطقة المدينة القديمة من اوزيا )، بعد أن عاش في منتصف القرن الرابع. يعتبره أميان مارسيلين أحد أقوى الملوك الأمازيغ في عصره.

## سيرة شخصية
لا يزال العديد من العلماء المعاصرين يتعرفون على نوبل بشكل عام مع الضابط الأفريقي المولد فلافيو نوفيل ، والذي كان، وفقًا لنقش موجود في روسغيناس (تامينفوست حاليًا، الجزائر)، في موريتانياالقيصرية ، . للفرسان المسلحين الشباب (لاتينية: praepositus equitum armigerorum iuniorum)؛ تم التشكيك في هذه العلاقة في السبعينيات من قبل مؤلفي كتاب `` بروزوبوغرافيا '' للإمبراطورية الرومانية المتأخرة. لعب دورًا مهمًا بشكل خاص في إدارة المقاطعات الرومانية التي كان مسؤولًا فيها عن الإشراف على القبائل المحلية، وساهم أصله الأصلي ويضمن بطريقة معينة سيطرة أكثر إحكامًا على المنطقة.
كان لنوبل 7 أحفاد معروفين: زاماك / ساماك، فيرموس (الذي قتل اخاه زاماك وتمردوا فالنتينيان الأول)، غيلدون (الذي ثار ضد الإمبراطور هونوريوس)، مازوكا، ماسيزيل، ديوس وابنته كيريا.وفقًا لأمين مارسيلين، كان لديه أيضًا أطفال غير شرعيين نتيجة علاقات مع محظياته.
بحسب جان بيير لابورت:
«على الرغم من أنه من المحتمل أن يكون مسيحيًا، ان اطلعنا على دين أطفاله، إلا أن نوبل كان متعدد الزوجات، وهو تقليد ليبي قديم لم يكن تنصير الأسرة قادرًا على القضاء عليه. لذلك كان أطفاله، من زوجات شرعية أو محظيات، في اوضاع مختلفة. إذا اقتبس أميان هذه التفاصيل في الجملة الأولى من روايته، فهذا لأنه كان مهمًا لبقية عرضه. : المصير المختلف في خلافة نوبيل لأبنائه» تسبب في الفتنة والحروب «(أميان، المرجع نفسه).» 
يجب أن يكون موته قبل ثورة ابنه فيرموس في 370 لأن هذه الثورة على وجه التحديد سببها هو خلاف على الخلافة.

## مذكرات ومراجع
1. ↑  Emmanuel K. Akyeampong; Henry Louis Gates, Jr., eds. (2012), Dictionary of African Biography (بالإنجليزية), New York City: Oxford University Press, OL:24839793M, QID:Q46002746
2. ↑  S. GSELL, Observations géographiques sur la révolte de Firmus, «RSAC», t. 36, 1903, p. 26 = ID., Etudes sur l’Afrique antique. Scripta varia ´, Lille 1981, p. 117.
3. 1 2  AMM. MARC., XXIX, 5, 2.
4. 1 2  Laporte, Jean-Pierre (5 Oct 2012). "Nubel, père de Sammac*, Firmus*, Gildon*, etc". Encyclopédie berbère (بالفرنسية) (34): 5626–5630. DOI:10.4000/encyclopedieberbere.2763. ISSN:1015-7344. Archived from the original on 2023-05-29. Retrieved 2021-02-19..

## فهرس
- Jones, Arnold Hugh Martin; Morris, John, Martindale (1971). The prosopography of the later Roman Empire (بالإنجليزية). مطبعة جامعة كامبريدج.{{استشهاد بكتاب}}:  صيانة الاستشهاد: أسماء متعددة: قائمة المؤلفين (link)
- Sacred violence (بالإنجليزية). مطبعة جامعة كامبريدج. 2011. p. 910. ISBN:0-521-19605-1. Archived from the original on 2023-04-30. {{استشهاد بكتاب}}: الوسيط |الأول= يفتقد |الأخير= (help)